# Georges Langevin
Georges Octave Langevin (ur. 1 października 1888 w Ambrières-les-Vallées, zm. 22 sierpnia 1967 w Le Mans) – francuski szermierz, szablista. Członek francuskiej drużyny olimpijskiej w 1908 roku.